# Rundeskatten
Rundeskatten er et meget stort depotfund fra 1700-tallet bestående af mange tusinde mønter, der stammer fra det hollandske fragtskib Akerendam, der forliste på sin jomfrutur på natten til den 8. marts 1725 nordøst for Runde fyr på øen Runde i Sunnmøre. Det var aktuar og historiker Ivar Myklebust fra Ørsta som tidligt i 1960'erne gjorde oplysningerne om forliset kendt, da han fandt arkivmateriale efter søforklaringen som blev opbevaret på tinget i Ørsta (Ørstavik) i 1726.
Skatten blev fundet den 6. juli 1972 af de tre sportsdykker. De tre sportsdykkerne fandt omkring 57.000 mønter, hvoraf 6624 guldmønter, mens resten var af sølv. Året efter blev stedet undersøgt af Bergens Sjøfartsmuseum. I alt blev der fundet af over 400 forskellige mønttyper, hvoraf 15 hidtil havde været ukendte.
Fundet er et af de største skattefund i Europa. Finderne fik 75%, den norske stat fik 15% og Holland 10%. Den samlede værdi blev anslået til mellem 30-40 mio. NOK.
I 1979 købte mønt- og seddelsamler Jan Olav Aamlid 6000 guld- og sølvmønter fra Rundeskatten på en auktion i Zürich, Schweiz, hvor han betalte 882.000 schweiziske franc. På dette tidspunkt, var købet det største der nogensinde var fundet fra et sunket skib, og den største sym, der var betalt for et enkelt parti mønter.
Af de 15 procent som Staten beholdt, blev mynter og genstande fordelt på Myntkabinettet i Oslo og Bergens Sjøfartsmuseum. I 1973 gennemførte Sjøfartsmuseet en undervandsudgravning på et større område ved Runde fyr. En række mønter og genstande blev hentet op og fragtet til Bergen. I januar 2011 blev dele af genstandene på Sjøfartsmuseet flyttet tilbake til øen, for utstilling i Runde Miljøsenter.